# 최종 편집권
최종 편집권(最終編輯權, Final Cut Privilege 또는 Final Cut Right), 또는 파이널 컷(Final Cut)은 영화 산업에서의 용어로서, 대중에게 공개되는 영화 작품의 최종 판본에 대해 제작자가 아닌, 감독이 갖는 최후 편집 권한을 말한다.

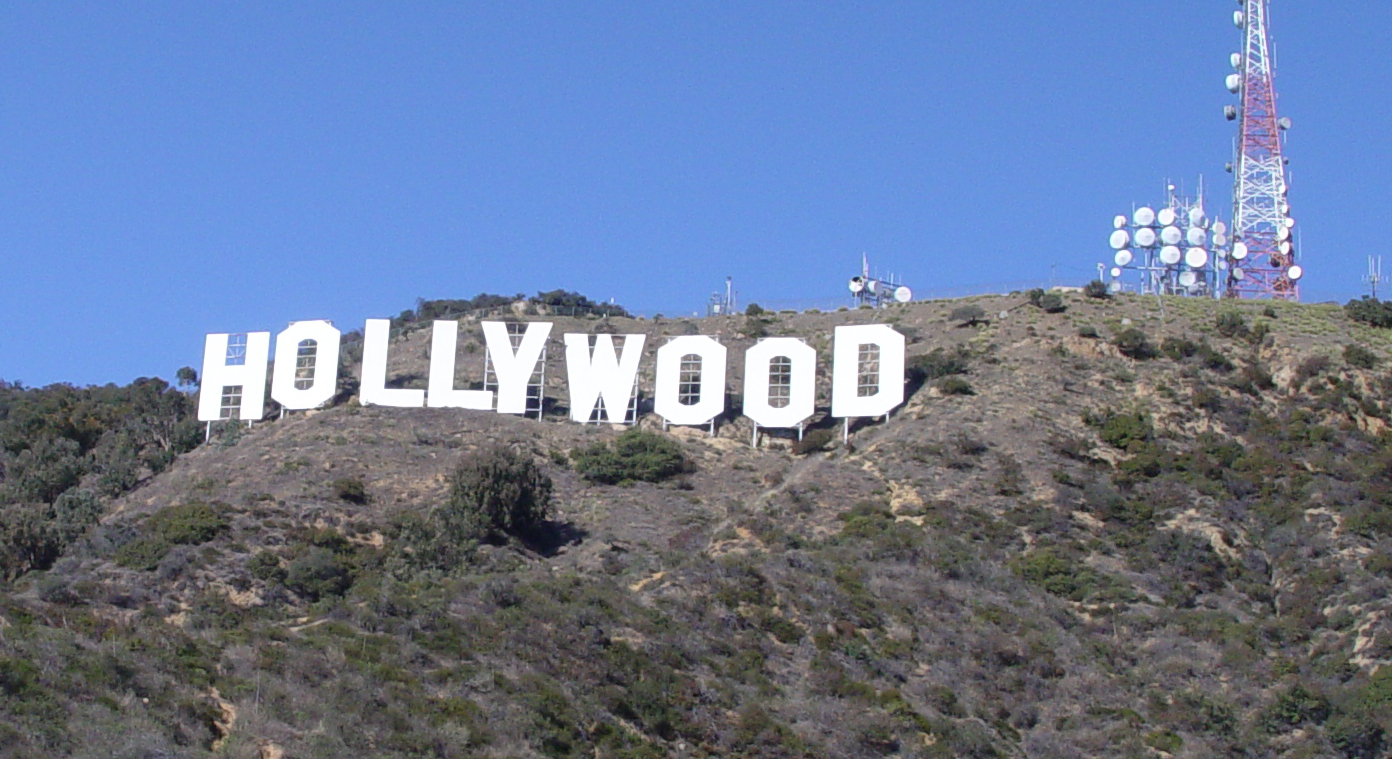
할리우드 사인 (Hollywood Sign).

## 발단
이 용어는 미국 고전 할리우드 영화계에서 처음 나오기 시작했다. 영화가 발명된 이래 특히 미국에서 영화가 예술성보단 상업성을 중시하는 쪽으로 발전을 하였고, 영화의 산업 구조 또한 그에 맞춰졌다. 제작자와 투자자는 영화를 통해 수익을 남기는 데에 중점을 두었고, 영화를 실제로 만드는 감독은 예술가로서의 개념보단 제작자로부터 고용된 직원의 개념이 더 커졌다. 이러한 과정에서 큰 자본을 필요로 하지 않은 영화 제작의 경우는 별다른 마찰이 있지 않았지만, 거대 자본을 투입하여 영화를 제작하는 경우에는 그만큼 작가로서의 소신을 지키려는 감독과 대중성, 상업성을 중시하려는 제작자 간에 큰 마찰이 일기도 했다. 이와 같은 사례가 빈번해짐에 따라 애초에 감독과 제작자가 영화 제작에 따른 계약을 체결할 때 영화의 최종 편집권에 대한 별도의 조항을 고려하는 경향도 나타났다. 한편으론 감독 입장에서 스스로 직접 영화 제작사를 설립하고, 자신이 제작자를 겸함으로써 이에 대한 고민을 사전에 방지하기도 하였다.
이러한 산업 구조에서는 작품의 창의성, 독창성, 실험성을 제대로 발휘하기 힘들다. 자본가의 입장에선 모험을 하기보단 안정된 수익 창출이 더 큰 목표이기 때문이다. "독립 영화"란 개념도 이에 대한 반작용으로 인해 생겨나게 되었다.

## 관련 사례

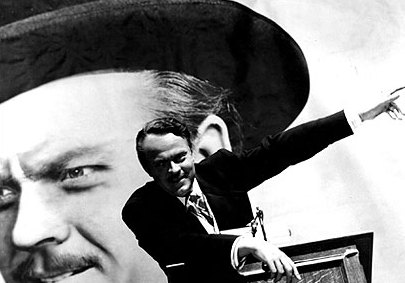
영화《시민 케인》의 한 장면.

### 시민 케인
최종 편집권과 관련된 첫 유명 사례는 오슨 웰스가 《시민 케인》을 통해 감독 데뷔를 할 때의 일화이다. 아무리 천부적인 자질이 엿보이는 유명 인사라 하더라도 아직 영화계에선 검증이 안 된, 이제 막 데뷔하려는 신인 감독에게 최종 편집권까지 부여하며, 많은 자본을 투입한 영화사 RKO 라디오 픽처스에게 당시 많은 논란이 일기도 했다.
결국 완성된 영화는 역사상 최고 걸작의 반열에 올랐지만 그건 후대의 평가에 의한 것일 뿐 당시에는 흥행 실패에 따른 그 후유증이 엄청났다. RKO는 회사의 존립 위기에 직면하게 되었고, 감독 웰스 또한 그 책임을 면할 수 없었다. 웰스는 이후 할리우드에서 차기작을 계속 만들어 나가기가 힘들어지자 자신의 감독 인생 중후반에는 유럽으로 건너가 영화 창작일을 이어 나갔다.

### 그 외
마이클 치미노 감독의 1980년작《천국의 문》은 《시민 케인》만큼이나 우여곡절을 많이 겪은 작품으로 잘 알려져 있다. 이 영화는 2005년 베를린 국제 영화제를 통해 무려 70분이 복원된 무삭제 완전판이 공개되기도 하였다.
감독판의 아버지로 불리는 리들리 스콧 감독은 최종 편집권에 대한 많은 마찰을 일으켜 자주 화제에 오르기도 했다. 극장 개봉 판본과 다른 감독판을 이후에 그만큼 많이 만들기도 했다. (《에이리언》, 《블레이드 러너》, 《글래디에이터》, 《블랙 호크 다운》, 《킹덤 오브 헤븐》 등)
위의 영화들과 같이 이른바 "무삭제판", "완전판", "감독판", "최종판" 등의 이름으로 (거의 동일한 개념) 복원 및 재편집되어 새로 공개된 판본의 경우 대부분 각종 영화제를 통해서 또는 시네마테크 등의 소규모 예술 극장을 통해서 대중들에게 선보이거나 DVD 등의 2차 미디어를 통해서 다시금 주목 받으며 재평가되어 오고 있다.

## 미국 외 나라에서의 경향
누벨 바그로 대표되는 프랑스의 영화는 역사적으로 작가주의 영화가 전통이었다. 그렇기 때문에 큰 자본을 들여 영화를 만들기보단 소자본으로 각 감독의 역량에 맡겨져 영화가 제작되었고, 최종 편집권에 관한 마찰 역시 거의 일지 않았다. 다른 유럽 국가들도 프랑스와 거의 비슷한 상황이었다.
아시아의 상황은 조금 달랐다. 전통적으로 상업 영화에 강세를 보인 홍콩의 경우 최종 편집권은 늘 마찰의 요인이 되곤 했다. 가장 유명한 일화는 왕자웨이 감독의 1994년작《동사서독》에 대한 이야기다. 감독의 성향과 제작자의 관점 사이에 벌어진 커다란 간격으로 인해서 거대 자본이 투입된 이 영화의 작품 완성도에 문제가 생겼고 안타까운 결과를 낳았다. 14년이 지난 시점인 2008년, 칸 국제 영화제와 부산 국제 영화제를 통해 《동사서독 리덕스》(東邪西毒 终极版)라는 제목의 재편집판이 공개되기도 했다.
일본의 영화는 소자본의 작가주의 영화가 주류를 이뤄 왔다. 대한민국의 경우는 대체로 할리우드 영화, 홍콩 영화, 일본 영화 등이 복합된 경향을 보여 왔으나 1990년대 말 《쉬리》를 필두로 대규모의 자본이 투입된 영화가 대거 등장하면서 자연스럽게 산업 구조에도 변화가 일게 되었다. 이러한 흐름에 따라 최종 편집권에 대한 화두 역시 그 차이를 보였다. 한편, 한국에서 2000년대에 스타 감독으로 떠오른 박찬욱, 김지운, 봉준호 등은 할리우드에서 감독 요청이 있었지만 최종 편집권에 대한 견해 차이가 있었다고 말하기도 했다.

## 같이 보기
- 감독판
- 작가주의
- 독립 영화
- 스튜디오 시스템
- 파이널 컷